# NGC 2513
NGC 2513 è una vasta galassia ellittica situata nella costellazione del Cancro, a una distanza di circa 239 milioni di anni luce dalla nostra Via Lattea.

## Scoperta
La galassia è stata scoperta il 3 marzo 1786 dall'astronomo britannico di origine tedesca William Herschel.

## Supernova
Il 15 novembre 2010, all'interno di NGC 2513 è stata scoperta la supernova SN 2010ja nel corso del programma di ricerca di supernove CHASE (CHilean Automatic Supernova sEarch) dell'Università del Cile. La supernova è stata classificat di tipo Ia.